# Cantó d'Abondance
Abondance fou un cantó francès del departament de l'Alta Savoia, a la regió de Roine-Alps. Va desaparèixer el 2015. Englobava els comuns d'Abondance, Bonnevaux, La Chapelle-d'Abondance, Châtel, Chevenoz i Vacheresse.
| Data d'elecció                           | Identitat      | Partit             | Qualitat |
| ---------------------------------------- | -------------- | ------------------ | -------- |
| 1945-1955                                | M. Berthet     | MRP                |          |
| 1955-1992                                | François Blanc | RI, després UDF-PR |          |
| 1992-2004                                | André Crépy    | Divers droite      |          |
| 2004-2015                                | Pascal Bel     | Divers droite      |          |
| les dades anteriors no són pas conegudes |                |                    |          |